# Tetrachelifer
Tetrachelifer är ett släkte av spindeldjur. Tetrachelifer ingår i familjen tvåögonklokrypare.
Kladogram enligt Catalogue of Life:
| Tetrachelifer | \| \| Tetrachelifer pusillus \| \| \| \| \| \| Tetrachelifer vietnamensis \| \| \| \| |
|               | \| \| Tetrachelifer pusillus \| \| \| \| \| \| Tetrachelifer vietnamensis \| \| \| \| |
|               | Tetrachelifer pusillus                                                                |
|               |                                                                                       |
|               | Tetrachelifer vietnamensis                                                            |
|               |                                                                                       |